# امیلیو گاراستازو مدیسی
امیلیو گاراستازو مدیسی (به پرتغالی: Emílio Garrastazu Médici) (زادهٔ ۴ دسامبر ۱۹۰۵ – درگذشتهٔ ۹ اکتبر ۱۹۸۵) یک رهبر نظامی و سیاستمدار برزیلی بود. او از سال ۱۹۶۹ تا ۱۹۷۴ به عنوان رئیس‌جمهور برزیل فعالیت کرد. دوران او به عنوان نقطه اوج اقتصادی دیکتاتوری نظامی برزیل شناخته می‌شود.